# 荷叶狸藻
荷叶狸藻（學名：Utricularia nelumbifolia）为狸藻屬多年生大型附生或水生食虫植物。其种加词“nelumbifolia”来源于拉丁文“nelumbo”和“folium”，意为“荷”和“叶”，指其盾状的叶片形似荷叶。荷叶狸藻为巴西的特有种。1842年，乔治·加德纳最先发表了荷叶狸藻的描述。荷叶狸藻的原生地据悉为海拔800米至2200米的干燥火山地区内丽穗凤梨（Vriesia）的积水叶腋。荷叶狸藻为了探寻新的栖息地，其匍匐茎会伸向空中直到找到一个全新的积水叶腋再进入水中继续生长。此外，洪堡狸藻（U. humboldtii）也具有类似的习性。其花期为5月至8月。

## 外部連結
- 食虫植物照片搜寻引擎中荷叶狸藻的照片 （页面存档备份，存于）

 维基共享资源上的相關多媒體資源：荷叶狸藻
 維基物種上的相關：荷叶狸藻